# Калиниченко, Александр Анатольевич
Алекса́ндр Анато́льевич Калиниче́нко (укр. Олександр Анатолійович Калиниченко; 18 мая 1966, Фастов — после 30 ноября 2023) — советский и украинский гребец-каноист, выступал за сборные СССР и Украины во второй половине 1980-х — первой половине 1990-х годов. Серебряный и бронзовый призёр чемпионатов мира, двукратный чемпион Советского Союза, победитель многих регат республиканского и всесоюзного значения. На соревнованиях представлял спортивное общество «Локомотив», мастер спорта международного класса.

## Биография
Александр Калиниченко родился 18 мая 1966 года в городе Фастове Киевской области Украинской ССР. Активно заниматься греблей начал в раннем детстве по примеру старшего брата Сергея, который добивался некоторых успехов на юниорском уровне, в частности в 1979 году становился чемпионом Европы среди юниоров в каноэ-семёрках. Проходил подготовку под руководством тренера Валентина Николаевича Бузинова на местной гребной базе добровольного спортивного общества «Локомотив», расположенной на реке Унава.
Первого серьёзного успеха на международном уровне добился в 1983 году, когда повторил достижение брата четырёхлетней давности — стал чемпионом Европы среди юниоров в зачёте каноэ-семёрок. Год спустя побывал на международной регате в английском Ноттингеме и в паре с москвичом Алексеем Жуковым выиграл бронзовую медаль в двойках на дистанции 1000 метров. В 1985 году в составе сборной УССР завоевал золото на командном чемпионате страны в эстафете 4 × 500 метров, позже занял восьмое место на Мемориале Юлии Рябчинской в индивидуальной километровой программе, тогда как на личном первенстве СССР на десяти километрах получил бронзу.
Сезон 1986 года Калиниченко начал с попадания в число призёров километровой и десятикилометровой гонок на впервые проведённом зимнем чемпионате Советского Союза, прошедшем на Гальском водохранилище в Абхазии. В апреле на Кубке СССР в Одессе одержал победу сразу в трёх дисциплинах: был лучшим в одиночках на пятистах метрах, а также вместе с новым партнёром Виктором Ренейским из Белоруссии одолел всех соперников в двойках на пятистах и тысяче метрах. На Мемориале Юлии Рябчинской, состоявшемся на гребном канале в «Крылатском» и одновременно считавшемся национальным первенством, они с Ренейским победили в двойках на тысяче метрах.
Благодаря череде удачных выступлений Александр Калиниченко и Виктор Ренейский удостоились права защищать честь страны на чемпионате мира в канадском Монреале, где завоевали серебряную медаль в зачёте двухместных байдарок на дистанции 500 метров, уступив в финале только венгерскому экипажу Яноша Шаруши Киша и Иштвана Вашкути. Также они стартовали на дистанции 1000 метров, но здесь в решающем заезде финишировали лишь девятыми.
Несмотря на положительные результаты, в последующих сезонах дуэт с Ренейским распался, тот стал выступать в паре с молдаванином Николаем Журавским и вскоре на Олимпийских играх в Сеуле добился вместе с ним звания двукратного олимпийского чемпиона. Калиниченко, в свою очередь, в 1987 году одержал победу на всесоюзном первенстве в одиночках на дистанции 10000 метров, однако на крупных международных регатах уже не выступал. За выдающиеся спортивные достижения удостоен почётного звания «Мастер спорта СССР международного класса».
После распада СССР в течение некоторого времени выступал за сборную отделившейся Украины. Так, представлял страну на чемпионате мира 1993 года в Копенгагене, где в составе четырёхместного каноэ, куда вошли также гребцы Виктор Добротворский, Сергей Осадчий и Андрей Балабанов, выиграл на километровой дистанции бронзовую медаль, проиграв в финале экипажам из Венгрии и России.
Завершив карьеру профессионального спортсмена, выступал на различных ветеранских и любительских соревнованиях. Так, в 2010 году выступил на чемпионате мира по драгонботу в венгерском Сегеде, где в возрастной категории 40+ стал серебряным призёром на дистанции 200 метров и бронзовым призёром на дистанции 2000 метров.
С началом полномасштабного вторжения России 12 марта 2022 года Александр добровольцем пошёл в Вооружённые силы Украины, участвовал в обороне Киева и боях за Бахмут. 31 мая 2023 года был награждён медалью «За оборону Бахмута». После контузии 4 января 2023 года продолжил службу, защищал Украину на Купянском направлении, а с ноября 2023 года — на Запорожском. 30 ноября 2023 года, после выхода на боевое задание, Калиниченко перестал выходить на связь. С тех пор считался пропавшим без вести. Более полутора лет продолжались поиски через официальные и волонтёрские каналы и в мае 2025 года подтвердилась его гибель. У Александра остались жена, дочь и сын.